# Impuesto menstrual
Se conoce como impuesto menstrual al término global que designa a los impuestos generales de venta, el valor añadido (IVA) y otros impuestos para bienes considerados de lujo que puedan portar productos de gestión menstrual (PGM) como las toallas, tampones y copas. Difundido primero como impuesto al tampón en la esfera angloparlante, no son designaciones oficiales, sino que se utilizan a modo de protesta por grupos que reclaman que estos insumos cuenten con la misma exención de impuestos que otros considerados de primera necesidad.Estos sectores postulan que, al ser utilizados para gestionar un proceso natural e inherentemente biológico como lo es la menstruación, su necesidad es inevitable para las mujeres, por lo que deberían incluirse dentro de los productos exentos de impuestos junto otros artículos de higiene y de la canasta de alimentos. Las medidas impositivas sobre estos insumos podrían impactar a 1800 millones de mujeres en edad menstruante, segmento que representa el 26% de la población mundial y los utilizan un promedio de entre dos a siete días por mes.La eliminación del IVA tiene como propósito garantizar mayor igualdad de género, a mismo tiempo que evita impactar negativamente en la economía de mujeres menstruantes y les permite a los sectores más empobrecidos su acceso a ellos.
Kenia fue el primer país que eliminó el sobrecargo a productos menstruales en 2004. Para 2022 eran veintisiete los países que ya no gravaban estos insumos, mientras que dieciséis habían reducido su tasa.En el resto del mundo la carga impositiva de estos productos suele ser el impuesto al valor agregado estándar de los bienes de consumo. Otra medida vinculada es la entrega gratuita y universal de PGM por parte de gobiernos, agencias o iniciativas privadas. En 2020, Escocia se convirtió en la primera nación en distribuir gratuitamente estos insumos en lugares públicos designados, además de suministrarlos a las alumnas en escuelas y universidades.
Sobre su eficacia, la eliminación y reducción del IVA en los PGM tuvo resultados mixtos en países donde se aplicó. Por sí misma, la medida es insuficiente para combatir la pobreza menstrual, beneficiar a las consumidoras y que estas accedan a productos a un precio más bajo. Situaciones relacionadas con la inflación de materias primas y la existencia de monopolios en la fabricación o distribución de los insumos puede socavar su alcance. Asimismo se ha denunciado el hecho de que, una vez que gobiernos reducen o eliminan las tasas sobre los PGM, los comercios minoristas no reducen el precio de estos productos en un intento de aumentar su margen de ganancia.

## Descripción

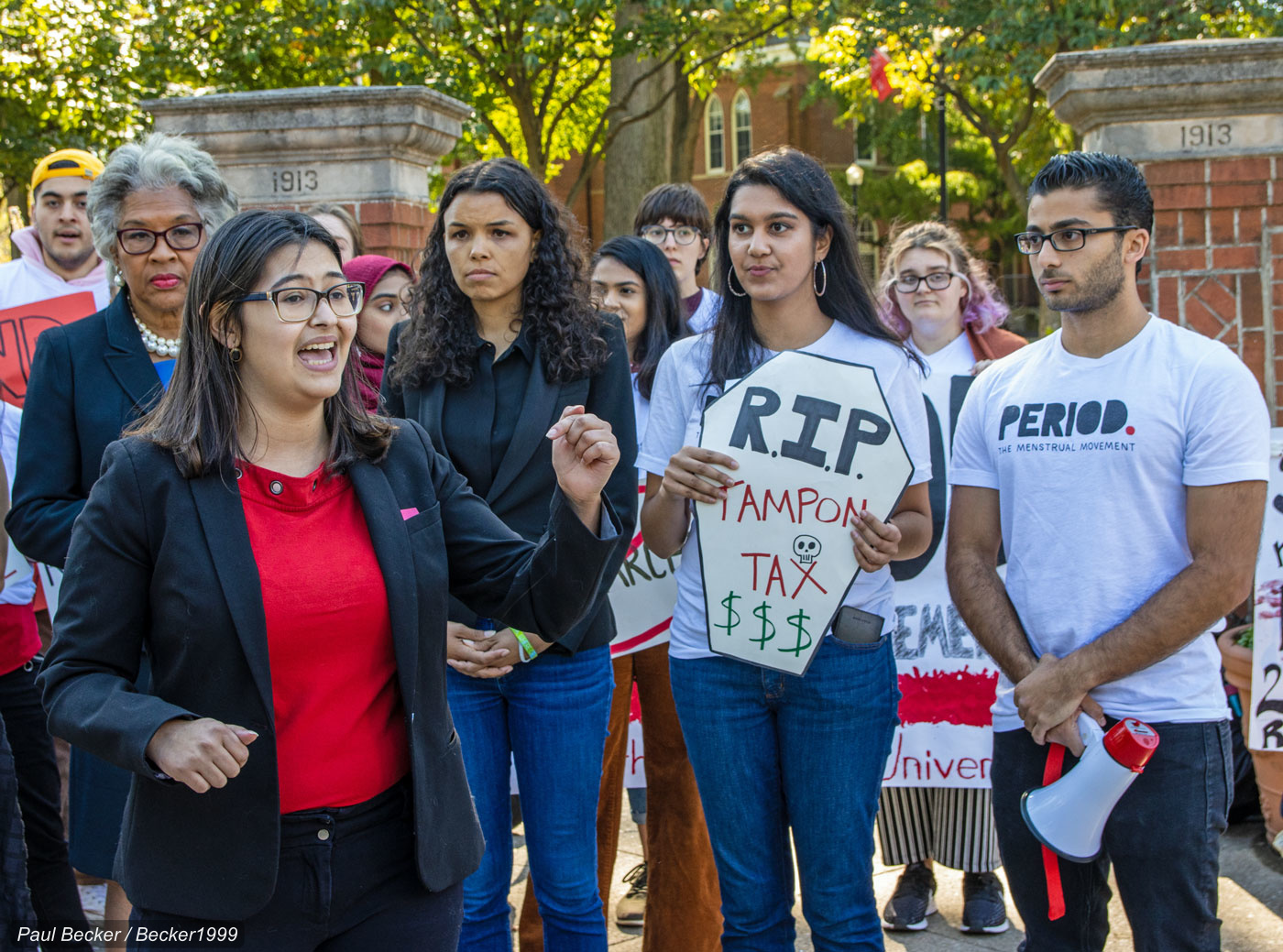
Pancarta en contra del impuesto al tampón en una manifestación de Ohio, Estados Unidos (2019).

Las tasas de impuestos que se aplican a los productos de gestión menstrual (PGM) varían según la jurisdicción. En muchos casos no son considerados de primera necesidad y cuentan con el IVA correspondiente a los bienes de consumo.En promedio, una mujer menstrúa de 1872 a 2535 días en su vida, entre cinco a siete años completos.Las medidas impositivas sobre estos insumos podría impactar en 1800 millones de mujeres en edad menstruante (aproximadamente el 26 % de la población mundial), quienes los utilizan entre dos a siete días por mes.Los dos argumentos principales a la hora de proponer la exención de impuestos de los productos de gestión menstrual (PGM) son de índole social y económico. El primero sostiene que las personas que los requieren no eligen menstruar, por lo que el tema debería abordarse desde la perspectiva de los derechos humanos, y reducirlos o eliminarlos ayudaría a garantizar la igualdad de género. El segundo promueve que la revocación del IVA devendría en la reducción del precio de los insumos, lo que alivianaría la carga económica de las mujeres, a la vez que permitiría que más consumidoras, que hasta ese momento se privaban de ellos por el precio, pudieran adquirirlos.Los proyectos de reducción y exención del IVA pueden alcanzar tanto a los productos como a las materias primas para su fabricación, así como también a las versiones fabricadas localmente e importadas.

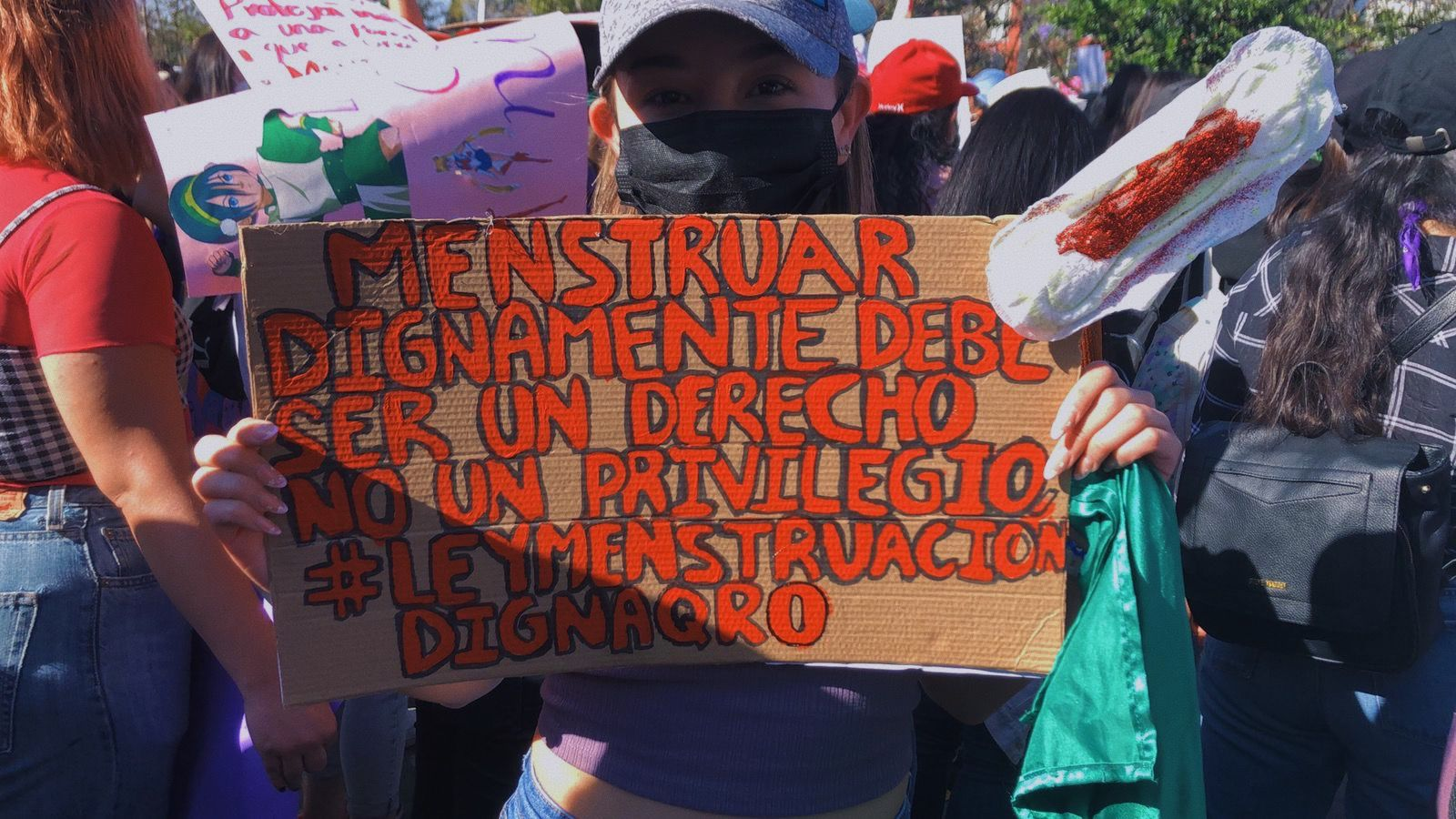
Consigna a favor de la legislación menstrual en la marcha del 8M en México (2022).

Kenia fue el primer país que eliminó el sobrecargo a productos menstruales en 2004. Para 2022 eran veintisiete los países que ya no gravaban estos insumos, mientras que dieciséis habían reducido su tasa.En el resto del mundo la carga impositiva de estos productos suele ser el impuesto al valor agregado estándar de los bienes de consumo. A nivel global se han realizado campañas para repeler el IVA en PGM, particularmente mediante el ciberactivismo. Se atribuye al activismo la revocación del valor agregado en países como India en 2018y Reino Unido en 2021. En 2017 cinco estados de Canadá habían exento a estos insumos de sobrecargo por la presión generada por miembros de la Asamblea. En Estados Unidos el impuesto menstrual fue motivo de litigios y demandas colectivas en cuatro estados por atentar contra la igualdad, acciones que buscaban el reintegro de los impuestos a las consumidoras o directamente la eliminación de la tasa aplicada a los productos.
Complementariamente, existen iniciativas de distribución gratuita de productos de higiene menstrual, programas coordinados por agencias de gobierno y organizaciones no gubernamentales. Desde 2011 Kenia destina un porcentaje del presupuesto para repartir toallas sanitarias en colegios.Escocia adoptó una medida similar en 2020 y se convirtió en la primera nación en distribuir estos insumos en lugares públicos designados, además de suministrarlos a las alumnas en escuelas y universidades.

### Social: discriminación basada en género
Las organizaciones y sectores de activismo que promueven la reducción y eliminación de las tasas en PGM reclaman que estos insumos que cubren la necesidad biológica de la menstruación suelen tener adosados impuestos como si se tratasen de bienes de lujo. Al mismo tiempo denuncian que no existe un equivalente de la misma carga aplicada en productos similares orientados a varones, como los preservativos masculinos, y se inclinan a considerar el impuesto menstrual una situación de discriminación por género, al impactar solo en las necesidades fisiológicas específicas de mujeres.Dentro del activismo el tema también se considera una expresión del impuesto rosa.
Los impuestos a productos menstruales podrían encuadrarse como un asunto de derechos humanos, y la eliminación del sobrecargo es «consistente con el derecho humano a no ser discriminado». La accesibilidad de los insumos es fundamental para garantizar una correcta higiene menstrual, tema vinculado a su vez a los derechos a la salud, sanidad, educación, a la dignidad y al trabajo, entre otros. Desde este ángulo de la igualdad de género, las autoras Bridget J. Crawford y Carla Spivack ven un sustento legal para repeler los impuestos menstruales en los antecedentes de la Corte europea de los Derechos Humanos, donde casos de impuestos basados en diferencias de género se consideraron «una forma inadmisible de discriminación». A nivel internacional, mencionaron a su vez un acercamiento desde el Derecho internacional de los derechos humanos y una base en la Convención sobre la Eliminación de Todas las Formas de Discriminación contra la Mujer.
De acuerdo con el Banco Mundial, brindarle a las mujeres la posibilidad de que compren por sí mismas sus propios productos menstruales puede permitirles sentirse más «empoderadas». Las campañas que fomentan la modificación de gravamen específico a productos menstruales pueden, a su vez, contribuir a abordar públicamente las creencias y estigmas negativos que rodean a la menstruación.

### Económico: pobreza menstrual
La remoción del IVA podría, de acuerdo a activistas, garantizar un acceso más equitativo a estos productos. Esto evitaría que mujeres se priven de comprarlos debido a su costo y recurran, en su lugar, a utilizar trapos y viejos retazos de tela para contener su menstruación, medios que significan un riesgo para la salud. Asimismo, la incapacidad de acceder a productos de gestión menstrual puede provocar una baja en los niveles de productividad entre las trabajadoras, y aumenta el ausentismo escolar en las alumnas.Lograr que los PGM sean más asequibles, particularmente en comunidades empobrecidas, puede lograr que estas los revaloricen.
Por otro lado, se debate que la carga diferencial no es un fenómeno exclusivo de los PGM, y otros elementos de higiene como el papel higiénico (proporcionalmente más utilizado por mujeres que varones) también cuentan con sobrecargo en varios países como en Reino Unido con un 20%. Desde esta perspectiva, se propone abandonar el enfoque basado en género y, en su lugar, englobar los impuestos a productos sanitarios como medidas que afectan desproporcionadamente a las personas pobres, ya que para adquirirlos deben afrontar el mismo porcentaje de impuesto con menores ingresos.

## Resultados
Estados pueden ser reticentes a eliminar los sobrecargos a los PGM ya que el impuesto al valor agregado sobre bienes de consumo puede significar una importante fuente de recaudación fiscal. Particularmente en aquellos que conforman la Organización para la Cooperación y el Desarrollo Económicos este gravamen representó el 6,7 % de su producto bruto interno en 2020. Frente a esto, pueden optar por aumentar los impuestos en otras áreas para compensar las pérdidas por la eliminación del IVA en los insumos menstruales. Legislaciones regionales también pueden condicionar a los países que busquen reducir o eliminar el IVA en estos productos. Hasta 2021, estados miembro de la Unión Europea tenían un porcentaje mínimo del 5 % de impuesto al valor agregado y en algunos casos no se les permitía abolirlo por completo,tras lo cual la organización avaló la posibilidad de una tasa 0 % a productos sanitarios, entre los que se incluyeron tampones y toallas sanitarias.
Eliminar el valor añadido a los PGM puede impactar en la competencia entre los productos de fabricación nacional y sus variantes importadas. De acuerdo al tipo de legislación, si la eliminación del impuesto solo alcanza a los productos fabricados localmente la medida puede terminar por proteger la industria nacional, que podrá ofrecer productos a un precio menor que los distribuidores internacionales.Por el contrario, en casos como India, la reducción del IVA logró que los productos importados fueran más accesibles beneficiando a las consumidoras, pero amenazando el mercado local. Otras medidas complementarias desde los gobiernos pueden incluir subsidios para los emprendedores sociales que fabriquen estos productos y los ofrezcan a los sectores más vulnerables.
La falta de información sobre los resultados en países que aplicaron esta medida constituye el mayor reto para evaluar su impacto real. Se estima que por sí misma la reducción o exención del IVA sobre los PGM es insuficiente para beneficiar a las mujeres y de acuerdo con el Banco mundial, existe evidencia mixta para afirmar que reduce efectivamente el precio de estos productos. La medida es ineficaz en contextos no competitivos con empresas que monopolicen la producción y distribución de PGM, ya que no existe la presión por ofrecer productos a un menor precio. En países de medios y bajos ingresos, la reducción se dio de forma no uniforme y los precios bajaron solo en el corto plazo, para luego volver a ajustarse a los niveles anteriores. Tampoco es eficaz en países donde los costes iniciales de los insumos menstruales sean elevados para la mayoría del público.
Se ha denunciado el hecho de que, una vez que los gobiernos retiran el impuesto, distribuidores y comercios minoristas no trasladan el descuento por la quita del valor añadido al precio final de los productos en un intento por aumentar su margen de ganancia. Esto socava el alcance de la medida y termina por perjudicar a las consumidoras, quienes no ven un ahorro en sus compras.Para contrarrestar esta situación, expertos sostienen que la medida se debe complementar desde los gobiernos con estudios sobre la fluctuación de los precios de los insumos menstruales y la vigilancia a las empresas que incumplan en reducirlos.Complementariamente, la inflación puede incidir en el fracaso de esta, fenómeno observado en Zimbabue donde el súbito aumento del coste de la materia prima importada para fabricar productos superó ampliamente cualquier margen de descuento que pudiera llegar a los comercios por el retiro del IVA. Por último, el tipo de impuesto originalmente adosado a los PGM también puede condicionar su precio final, siendo la exención de impuestos la única figura capaz de garantizar una reducción efectiva para el consumidor.
En Tanzania el gobierno revocó la tasa al valor agregado de los PGM el 1 de julio de 2018, y la reinstauró un año después, el 1 de julio de 2019. La razón principal fue que el retiro del impuesto no garantizó una baja en el precio de los productos de higiene en los comercios minoristas, y las consumidoras no habían sido beneficiadas económicamente con la medida para justificar su continuidad. Esto enfrentó críticas desde sectores de activismo, quienes adujeron que el plazo de un año no es suficiente para que la medida pudiera surtir efecto y se acusó a la decisión de fomentar la desigualdad de género. Al mismo tiempo mencionaron otros factores capaces incidir en el fracaso de esta como la ausencia de porcentajes certeros sobre los precios de los PGM, el desconocimiento de los comerciantes sobre la quita del impuesto y la falta de acceso a educación en gestión menstrual en el país. En Reino Unido, tras la eliminación del sobrecargo del 5%, el precio de las cajas de tampones en 2022 solo se redujo en un 1 %, mientras que se estima que los comercios pudieron retener como ganancia hasta el 80 % del anterior margen del impuesto, un beneficio de hasta 15 millones de euros anuales. Situaciones similares se observaron en Bangladés, Kenia, Nigeria y Sudáfrica. Entre los casos de estudio positivos figuran Alemania, Australia y el estado de Nueva Jersey en Estados Unidos, lugares donde se produjo una reducción real en el precio de productos menstruales con la quita del impuesto.

## Situación global
| País                            | Tipo de valor añadido      | Tasa actual  | Tasa anterior | Año de reducción | Año de revocación | Notas |
| ------------------------------- | -------------------------- | ------------ | ------------- | ---------------- | ----------------- | --- |
| Afganistán                      | Estándar                   | 10%          | -             | -                | -                 | |
| Albania                         | Estándar                   | 20%          | -             | -                | -                 | |
| Alemania                        | Reducido                   | 7%           | 19%           | 2020             | -                 | |
| Andorra                         | Estándar                   | 4,5%         | -             | -                | -                 | |
| Angola                          | Estándar                   | 14%          | -             | -                | -                 | |
| Antigua y Barbuda               | Estándar                   | 15%          | -             | -                | -                 | |
| Arabia Saudita                  | Estándar                   | 15%          | -             | -                | -                 | |
| Argelia                         | Estándar                   | 19%          | -             | -                | -                 | |
| Argentina                       | Estándar                   | 21%          | -             | -                | -                 | |
| Armenia                         | Estándar                   | 20%          | -             | -                | -                 | |
| Aruba                           | Estándar                   | 6%           | -             | -                | -                 | |
| Australia                       | Exento o sin valor añadido | 0%           | 10%           | -                | 2019              | |
| Austria                         | Reducido                   | 10%          | 20%           | 2021             | -                 | |
| Azerbaiyán                      | Estándar                   | 18%          | -             | -                | -                 | |
| Bahamas                         | Exento o sin valor añadido | 0%           | 7,5%          | -                | 2021              | |
| Bangladés                       | Exento o sin valor añadido | 0%           | 15%           | -                | 2019-2021         | |
| Barbados                        | Estándar                   | 15,5%        | -             | -                | -                 | |
| Baréin                          | Estándar                   | 5%           | -             | -                | -                 | |
| Bélgica                         | Reducido                   | 6%           | 21%           | 2018             | -                 | |
| Belice                          | Estándar                   | 12,5%        | -             | -                | -                 | |
| Benín                           | Estándar                   | 18%          | -             | -                | -                 | |
| Bielorrusia                     | Estándar                   | 20%          | -             | -                | -                 | |
| Birmania                        | Sin datos                  | -            | -             | -                | -                 | |
| Bolivia                         | Estándar                   | 14,94%       | -             | -                | -                 | |
| Bosnia y Herzegovina            | Estándar                   | 17%          | -             | -                | -                 | |
| Botsuana                        | Estándar                   | 12%          | -             | -                | -                 | |
| Brasil                          | Estándar                   | 17% - 20%    | -             | -                | -                 | |
| Brunéi                          | No aplica                  | -            | -             | -                | -                 | Brunéi no aplica impuestos al valor agregado para la venta de productos. |
| Bulgaria                        | Estándar                   | 20%          | -             | -                | -                 | |
| Burkina Faso                    | Estándar                   | 18%          | -             | -                | -                 | |
| Burundi                         | Estándar                   | 18%          | -             | -                | -                 | |
| Bután                           | Exento o sin valor añadido | 0%           | 7%            | -                | 2020              | |
| Cabo Verde                      | Estándar                   | 15%          | -             | -                | -                 | |
| Camboya                         | Estándar                   | 10%          | -             | -                | -                 | |
| Camerún                         | Estándar                   | 19,25%       | -             | -                | -                 | |
| Canadá                          | Exento o sin valor añadido | 0%           | 5% - 15%      | -                | 2015              | |
| Catar                           | Estándar                   | 5%           | -             | -                | -                 | |
| Chad                            | Estándar                   | 18%          | -             | -                | -                 | |
| Chile                           | Estándar                   | 19%          | -             | -                | -                 | |
| China                           | Estándar                   | 13%          | -             | -                | -                 | |
| Chipre                          | Reducido                   | 5%           | 19%           | 2007             | -                 | |
| Ciudad del Vaticano             | No aplica                  | 0%           | -             | -                |                   | Sin impuestos. |
| Colombia                        | Exento o sin valor añadido | 0%           | 5%            | 2017             | 2018              | Hasta 2017 la tasa era del 19%, año en el que se acordó la reducción al 5%, que fue finalmente retirada en 2018. |
| Comoras                         | No aplica                  | -            | -             | -                | -                 | Comoras no aplica impuestos al valor agregado para la venta de productos. Un impuesto puede aplicarse en caso de ser importados. |
| Costa de Marfil                 | Estándar                   | 18%          | -             | -                | -                 | |
| Costa Rica                      | Reducido                   | 1%           | 13%           | 2023             | -                 | En el marco del proyecto de ley Menstruación y justicia. Pendiente de entrada en vigor. El Ministerio de Salud Pública deberá incluir PGM desechables y reutilizables en la canasta básica para gozar de esta reducción de IVA. |
| Corea del Norte                 | No aplica                  | -            | -             | -                | -                 | Oficialmente Corea del Norte es un país sin impuestos. El gobierno puede, por otro lado, recolectarlos a través de transacciones comerciales. |
| Corea del Sur                   | Reducido                   | 5%           | 10%           | 2004             | -                 | |
| Croacia                         | Estándar                   | 25%          | -             | -                | -                 | |
| Cuba                            | Estándar                   | 10%          | -             | -                | -                 | |
| Dinamarca                       | Estándar                   | 25%          | -             | -                | -                 | |
| Dominica                        | Estándar                   | 15%          | -             | -                | -                 | |
| Ecuador                         | Exento o sin valor añadido | 0%           | 12%           | -                | 2021              | Tras la reforma tributaria de 2021. |
| Egipto                          | Estándar                   | 14%          | -             | -                | -                 | |
| El Salvador                     | Estándar                   | 13%          | -             | -                | -                 | |
| Emiratos Árabes Unidos          | Estándar                   | 5%           | -             | -                | -                 | |
| Eritrea                         | Estándar                   | 5% - 12%     | -             | -                | -                 | |
| Estados Federados de Micronesia | Sin datos                  | -            | -             | -                | -                 | |
| Eslovaquia                      | Reducido                   | 10%          | 20%           | 2008             | -                 | |
| Eslovenia                       | Reducido                   | 9,5%         | 22%           | 2021             | -                 | |
| España [subdivisiones]          | Reducido                   | 4%           | 10%           | 2022             | -                 | España aumentó la tasa para PGM y anticonceptivos no médicos como condones del 8% al 10% en 2012. Desde 2022 se aplica la tasa superreducida del 4%. |
| Canarias                        | Exento o sin valor añadido | 0%           | 3%            | -                | 2017              | No incluye copas menstruales ni toallas sanitarias orgánicas. |
| Estados Unidos [subdivisiones]  | No aplica                  | -            | -             | -                |                   | Estados Unidos no aplica impuestos al valor agregado a nivel nacional, y la tasa se rige por estado. Para 2023, veinticuatro estados y Washington D. C. exceptúan a los insumos menstruales de impuestos, cinco no aplican impuestos al valor agregado a los bienes de consumo y los restantes veintiún estados les aplican una tasa estándar. |
| Alabama                         | Estándar                   | 4%           | -             | -                | -                 | |
| Alaska                          | No aplica                  | -            | -             | -                | -                 | El estado no tiene impuesto al valor agregado, pero ciertos municipios pueden aplicarlo. |
| Arizona                         | Estándar                   | 5,6 %        | -             | -                | -                 | |
| Arkansas                        | Estándar                   | 6,5 %        | -             | -                | -                 | |
| California                      | Exento o sin valor añadido | 0 %          | -             | -                | 2019              | |
| Carolina del Norte              | Estándar                   | 4,75 %       | -             | -                | -                 | |
| Carolina del Sur                | Estándar                   | 6 %          | -             | -                | -                 | |
| Colorado                        | Exento o sin valor añadido | 0 %          | -             | -                | 2023              | |
| Connecticut                     | Exento o sin valor añadido | 0 %          | -             | -                | 2016              | |
| Dakota del Norte                | Estándar                   | 5 %          | -             | -                | -                 | |
| Dakota del Sur                  | Estándar                   | 4 %          | -             | -                | -                 | |
| Delaware                        | No aplica                  | -            | -             | -                | -                 | El estado no tiene impuesto al valor agregado. |
| Florida                         | Exento o sin valor añadido | 0 %          | -             | -                | 2018              | |
| Georgia                         | Estándar                   | 6 %          | -             | -                | -                 | |
| Hawái                           | Estándar                   | 4 % al 4,7 % | -             | -                | -                 | El estado aplica impuestos sobre consumos específicos a PGM. |
| Idaho                           | Estándar                   | 6 %          | -             | -                | -                 | |
| Illinois                        | Exento o sin valor añadido | 0 %          | -             | -                | 2016              | |
| Indiana                         | Estándar                   | 7 %          | -             | -                | -                 | |
| Iowa                            | Exento o sin valor añadido | 0 %          | -             | -                | 2023              | |
| Kansas                          | Estándar                   | 6,5 %        | -             | -                | -                 | |
| Kentucky                        | Estándar                   | 6 %          | -             | -                | -                 | |
| Luisiana                        | Exento o sin valor añadido | 0 %          | -             | -                | 2021              | |
| Maine                           | Exento o sin valor añadido | 0 %          | -             | -                | 2021              | |
| Maryland                        | Exento o sin valor añadido | 0 %          | -             | -                | 2018              | El estado los considera insumos médicos. |
| Massachusetts                   | Exento o sin valor añadido | 0 %          | -             | -                | 2013              | El estado los considera insumos médicos. |
| Míchigan                        | Exento o sin valor añadido | 0 %          | -             | -                | 2021              | |
| Minnesota                       | Exento o sin valor añadido | 0 %          | -             | -                | 1981              | Primer estado en eliminar sobrecargos a PGM. |
| Misisipi                        | Estándar                   | 7 %          | -             | -                | -                 | |
| Misuri                          | Estándar                   | 4,2 %        | -             | -                | -                 | |
| Montana                         | No aplica                  | -            | -             | -                | -                 | El estado no tiene impuesto al valor agregado. |
| Nebraska                        | Exento o sin valor añadido | 0 %          | -             | -                | 2022              | |
| Nevada                          | Exento o sin valor añadido | 0 %          | -             | -                | 2018              | |
| Nueva Jersey                    | Exento o sin valor añadido | 0 %          | -             | -                | 2005              | Afecta a los productos descartables, englobados junto a otros productos desechables de papel. |
| Nueva York                      | Exento o sin valor añadido | 0 %          | -             | -                | 2016              | |
| Nuevo Hampshire                 | No aplica                  | -            | -             | -                | -                 | El estado no tiene impuesto al valor agregado. |
| Nuevo México                    | Exento o sin valor añadido | 0 %          | -             | -                | 2022              | |
| Ohio                            | Exento o sin valor añadido | 0 %          | -             | -                | 2019              | |
| Oklahoma                        | Estándar                   | 4,5 %        | -             | -                | -                 | |
| Oregón                          | No aplica                  | -            | -             | -                | -                 | El estado no tiene impuesto al valor agregado. |
| Pensilvania                     | Exento o sin valor añadido | 0 %          | -             | -                | 1991              | PGM están exentos junto a otros productos de papel. |
| Rhode Island                    | Exento o sin valor añadido | 0 %          | -             | -                | 2020              | |
| Tennessee                       | Estándar                   | 7 %          | -             | -                | -                 | PGM están exentos junto a otros productos de papel. |
| Texas                           | Exento o sin valor añadido | 0 %          | -             | -                | 2023              | |
| Utah                            | Estándar                   |              | -             | -                | -                 | El impuesto a PGM había sido revocado en 2019, y fue reinstaurado en 2020. |
| Vermont                         | Exento o sin valor añadido | 0 %          | -             | -                | 2021              | |
| Virginia                        | Exento o sin valor añadido | 0 %          | -             | -                | 2023              | |
| Virginia Occidental             | Estándar                   | 6 %          | -             | -                | -                 | |
| Washington                      | Exento o sin valor añadido | 0 %          | -             | -                | 2020              | |
| Wisconsin                       | Estándar                   | 5 %          | -             | -                | -                 | |
| Wyoming                         | Estándar                   | 4 %          | -             | -                | -                 | |
| Estonia                         | Reducido                   | 9 %          | 20 %          | 2004             | -                 | |
| Etiopía                         | Reducido                   | 10%          | 15%           | 2021             | -                 | |
| Filipinas                       | Estándar                   | 12%          | -             | -                | -                 | |
| Finlandia                       | Estándar                   | 24%          | -             | -                | -                 | |
| Fiyi                            | Estándar                   | 9%           | -             | -                | -                 | |
| Francia                         | Reducido                   | 5,5%         | 20%           | 2015             | -                 | |
| Gabón                           | Estándar                   | 18%          | -             | -                | -                 | |
| Gambia                          | Estándar                   | 15%          | -             | -                | -                 | |
| Georgia                         | Estándar                   | 18%          | -             | -                | -                 | |
| Ghana                           | Estándar                   | 12,5%        | -             | -                | -                 | |
| Granada                         | Estándar                   | 15%          | -             | -                | -                 | |
| Grecia                          | Estándar                   | 24%          | 13%           | -                | -                 | La tasa aumentó del 13% al 24% en 2016 por los requerimientos de austeridad de la Unión Europea. |
| Guatemala                       | Estándar                   | 12%          | -             | -                | -                 | |
| Guinea                          | Estándar                   | 18%          | -             | -                | -                 | |
| Guinea-Bisáu                    | Estándar                   | 17%          | -             | -                | -                 | |
| Guinea Ecuatorial               | Estándar                   | 15%          | -             | -                | -                 | |
| Guyana                          | Exento o sin valor añadido | 0%           | 14%           | -                | 2017              | |
| Haití                           | Estándar                   | 10%          | -             | -                | -                 | |
| Honduras                        | Estándar                   | 15%          | -             | -                | -                 | |
| Hungría                         | Estándar                   | 27%          | -             | -                | -                 | |
| India                           | Exento o sin valor añadido | 0%           | 12%           | -                | 2018              | |
| Indonesia                       | Estándar                   | 10%          | -             | -                | -                 | |
| Irak                            | No aplica                  | -            | -             | -                | -                 | Irak no aplica impuestos al valor agregado. |
| Irán                            | Estándar                   | 9%           | -             | -                | -                 | |
| Irlanda                         | Exento o sin valor añadido | 0%           | -             | -                | 1972              | Solo los tampones y las toallas sanitaras están exentos de impuestos desde 1972. Tras la adopción del sistema unificado de impuestos al valor agregado de la Unión Europea, las copas menstruales se comercializan en este país con una tasa del 23%.                                                                                          |
| Islandia                        | Estándar                   | 24%          | -             | -                | -                 | |
| Islas Marshall                  | Sin datos                  | -            | -             | -                | -                 | |
| Islas Salomón                   | Estándar                   | 10%-15%      | -             | -                | -                 | |
| Israel                          | Estándar                   | 17%          | -             | -                | -                 | |
| Italia                          | Reducido                   | 5%           | 10%           | 2022             | -                 | La tasa se redujo del 20% al 10% en 2020, y luego al 5% a fines de 2022. |
| Jamaica                         | Exento o sin valor añadido | 0%           | 16,5%         | -                | 2014              | |
| Japón                           | Estándar                   | 10%          | -             | -                | -                 | |
| Jordania                        | Estándar                   | 16%          | -             | -                | -                 | |
| Kazajistán                      | Estándar                   | 12%          | -             | -                | -                 | |
| Kenia                           | Exento o sin valor añadido | 0%           |               | -                | 2004              | En 2004 la medida alcanzó a los productos de fabricación nacional. En 2016 el país eliminó el IVA en productos importados y sobre sus materias primas |
| Kirguistán                      | Estándar                   | 12%          | -             | -                | -                 | |
| Kiribati                        | Estándar                   | 12,5%        | -             | -                | -                 | |
| Kuwait                          | No aplica                  | -            | -             | -                | -                 | Kuwait no aplica impuestos al valor agregado. |
| Laos                            | Estándar                   | 10%          | -             | -                | -                 | |
| Lesoto                          | Exento o sin valor añadido | 0%           | 15%           | -                | 2019              | |
| Letonia                         | Estándar                   | 21%          | -             | -                | -                 | |
| Líbano                          | Exento o sin valor añadido | 0%           | 11%           | -                | 2001              | |
| Liberia                         | Estándar                   | 10%          | -             | -                | -                 | |
| Libia                           | No aplica                  | -            | -             | -                | -                 | Libia no aplica impuestos al valor agregado. |
| Liechtenstein                   | Estándar                   | 7,7%         | -             | -                | -                 | |
| Lituania                        | Estándar                   | 21%          | -             | -                | -                 | |
| Luxemburgo                      | Reducido                   | 3%           | 17%           | 2019             | -                 | La reducción de 2019 aplicó a todos los productos de higiene femenina. |
| Macedonia del Norte             | Estándar                   | 18%          | -             | -                | -                 | |
| Madagascar                      | Estándar                   | 20%          | -             | -                | -                 | |
| Malasia                         | Exento o sin valor añadido | 0%           | 10%           | -                | 2017              | |
| Malaui                          | Exento o sin valor añadido | 0%           | 16,5%         | -                | 2022              | |
| Maldivas                        | Exento o sin valor añadido | 0%           | 6%            | -                | 2018              | |
| Mali                            | Estándar                   | 18%          | -             | -                | -                 | |
| Malta                           | Reducido                   | 5%           | 18%           | -                | -                 | PGM como toallas sanitarias y tampones son incluidos dentro del rango de insumos médicos con una tasa impositiva diferenciada. |
| Marruecos                       | Estándar                   | 20%          | -             | -                | -                 | |
| Mauricio                        | Exento o sin valor añadido | 0%           | 15%           | -                | 2017-2018         | |
| Mauritania                      | Estándar                   | 16%          | -             | -                | -                 | |
| México                          | Exento o sin valor añadido | 0%           | 16%           | -                | 2022              | |
| Moldavia                        | Estándar                   | 20%          | -             | -                | -                 | |
| Mónaco                          | Estándar                   | 20%          | -             | -                | -                 | |
| Mongolia                        | Estándar                   | 10%          | -             | -                | -                 | |
| Montenegro                      | Estándar                   | 21%          | -             | -                | -                 | |
| Mozambique                      | Estándar                   | 17%          | -             | -                | -                 | |
| Namibia                         | Exento o sin valor añadido | 0%           | 15%           | -                | 2022              | |
| Nauru                           | Sin datos                  | -            | -             | -                | -                 | |
| Nepal                           | Reducido                   | 1%-13%       | 13%           | -                | -                 | Los productos importados tienen un impuesto del 13%, la materia prima para la fabricación de toallas sanitarias y tampones tiene un valor agregado del 1%. |
| Nicaragua                       | Exento o sin valor añadido | 0%           | 15%           | -                | 2013              | |
| Níger                           | Estándar                   | 19%          | -             | -                | -                 | |
| Nigeria                         | Exento o sin valor añadido | 0%           | 7,5%          | -                | 2020              | |
| Noruega                         | Estándar                   | 25%          | -             | -                | -                 | |
| Nueva Zelanda                   | Estándar                   | 15%          | -             | -                | -                 | |
| Omán                            | Sin datos                  | -            | -             | -                | -                 | |
| Países Bajos                    | Reducido                   | 9%           | 6%            | 2017             | -                 | La tasa aplicada a los PGM se redujo del estándar 21% al 6% en 2017, y luego se ajustó al 9% en 2019. |
| Pakistán                        | Estándar                   | 17%          | -             | -                | -                 | |
| Palaos                          | Sin datos                  | -            | -             | -                | -                 | |
| Palestina                       | Sin datos                  | -            | -             | -                | -                 | |
| Panamá                          | Estándar                   | 7%           | -             | -                | -                 | |
| Papúa Nueva Guinea              | Estándar                   | 10%          | -             | -                | -                 | |
| Paraguay                        | Estándar                   | 10%          | -             | -                | -                 | |
| Perú                            | Estándar                   | 18%          | -             | -                | -                 | |
| Polonia                         | Reducido                   | 5%           | 23%           | 2020             | -                 | |
| Portugal                        | Reducido                   | 6%           | 23%           | 2016             | -                 | |
| Reino Unido                     | Exento o sin valor añadido | 0%           | 20%           | -                | 2021              | |
| República Centroafricana        | Estándar                   | 19%          | -             | -                | -                 | |
| República Checa                 | Estándar                   | 21%          | -             | -                | -                 | |
| República del Congo             | Estándar                   | 18.90%       | -             | -                | -                 | |
| República Democrática del Congo | Estándar                   | 16%          | -             | -                | -                 | |
| República Dominicana            | Estándar                   | 18%          | -             | -                | -                 | |
| Ruanda                          | Exento o sin valor añadido | 0%           | 18%           | -                | 2019              | |
| Rumania                         | Estándar                   | 19%          | -             | -                | -                 | |
| Rusia                           | Estándar                   | 20%          | -             | -                | -                 | |
| Samoa                           | Estándar                   | 15%          | -             | -                | -                 | |
| San Cristóbal y Nieves          | Exento o sin valor añadido | 0%           | 17%           | -                | 2015              | |
| Santa Lucía                     | Estándar                   | 12,5%        | -             | -                | -                 | |
| San Vicente y las Granadinas    | Estándar                   | 16%          | -             | -                | -                 | |
| Santo Tomé y Príncipe           | Sin datos                  | -            | -             | -                | -                 | |
| Senegal                         | Estándar                   | 18%          | -             | -                | -                 | |
| Serbia                          | Estándar                   | 20%          | -             | -                | -                 | |
| Seychelles                      | Sin datos                  | -            | -             | -                | -                 | |
| Sierra Leona                    | Estándar                   | 15%          | -             | -                | -                 | |
| Singapur                        | Estándar                   | 7%           | -             | -                | -                 | |
| Siria                           | Sin datos                  | -            | -             | -                | -                 | |
| Somalia                         | Sin datos                  | -            | -             | -                | -                 | |
| Sri Lanka                       | Reducido                   | 8%           | 25%           | 2022             | -                 | |
| Suazilandia                     | Estándar                   | 14%          | -             | -                | -                 | |
| Sudáfrica                       | Exento o sin valor añadido | 0%           | 15%           | -                | 2020              | |
| Sudán                           | Estándar                   | 17%          | -             | -                | -                 | |
| Sudán del Sur                   | Estándar                   | 18%          | -             | -                | -                 | |
| Suecia                          | Estándar                   | 25%          | -             | -                | -                 | |
| Suiza                           | Estándar                   | 7,7%         | -             | -                | -                 | |
| Surinam                         | Estándar                   | 10%          | -             | -                | -                 | |
| Tailandia                       | Estándar                   | 7%           | -             | -                | -                 | |
| Tanzania                        | Estándar                   | 16%          | 0%            | -                | 2018              | Revocado en 2018. Reinstaurado en 2019. |
| Tayikistán                      | Estándar                   | 18%          | -             | -                | -                 | |
| Timor Oriental                  | Estándar                   | 2,5%         | -             | -                | -                 | |
| Togo                            | Estándar                   | 18%          | -             | -                | -                 | |
| Tonga                           | Estándar                   | 15%          | -             | -                | -                 | |
| Trinidad y Tobago               | Exento o sin valor añadido | 0%           | 12,5%         | -                | 2016              | |
| Túnez                           | Estándar                   | 19%          | -             | -                | -                 | |
| Turkmenistán                    | Estándar                   | 15%          | -             | -                | -                 | |
| Turquía                         | Reducido                   | 8%           | 18%           | 2022             | -                 | Por decreto presidencial. |
| Tuvalu                          | Estándar                   | 5%           | -             | -                | -                 | |
| Ucrania                         | Estándar                   | 20%          | -             | -                | -                 | |
| Uganda                          | Exento o sin valor añadido | 0%           | 12,5%         | -                | 2020              | Los primeros antecedentes de revocación de las cargas fiscales para los PGM se dieron entre 2005 y 2009. Las copas menstruales fueron incluidas en esta exención en 2017 mediante una enmienda. En 2020 se extendió para las materias primas.                                                                                                  |
| Uruguay                         | Estándar                   | 22%          | -             | -                | -                 | |
| Uzbekistán                      | Estándar                   | 20%          | -             | -                | -                 | |
| Vanuatu                         | Estándar                   | 15%          | -             | -                | -                 | |
| Venezuela                       | Estándar                   | 16%          | -             | -                | -                 | |
| Vietnam                         | Reducido                   | 5%           | 10%           | 2018             | -                 | |
| Yemen                           | Estándar                   | 5%           | -             | -                | -                 | |
| Yibuti                          | Estándar                   | 10%          | -             | -                | -                 | |
| Zambia                          | Estándar                   | 16%          | -             | -                | -                 | |
| Zimbabue                        | Estándar                   | 15%          | -             | -                | -                 | |

Fuente general: Global Period Tax Map & Database.